# Peter Criss

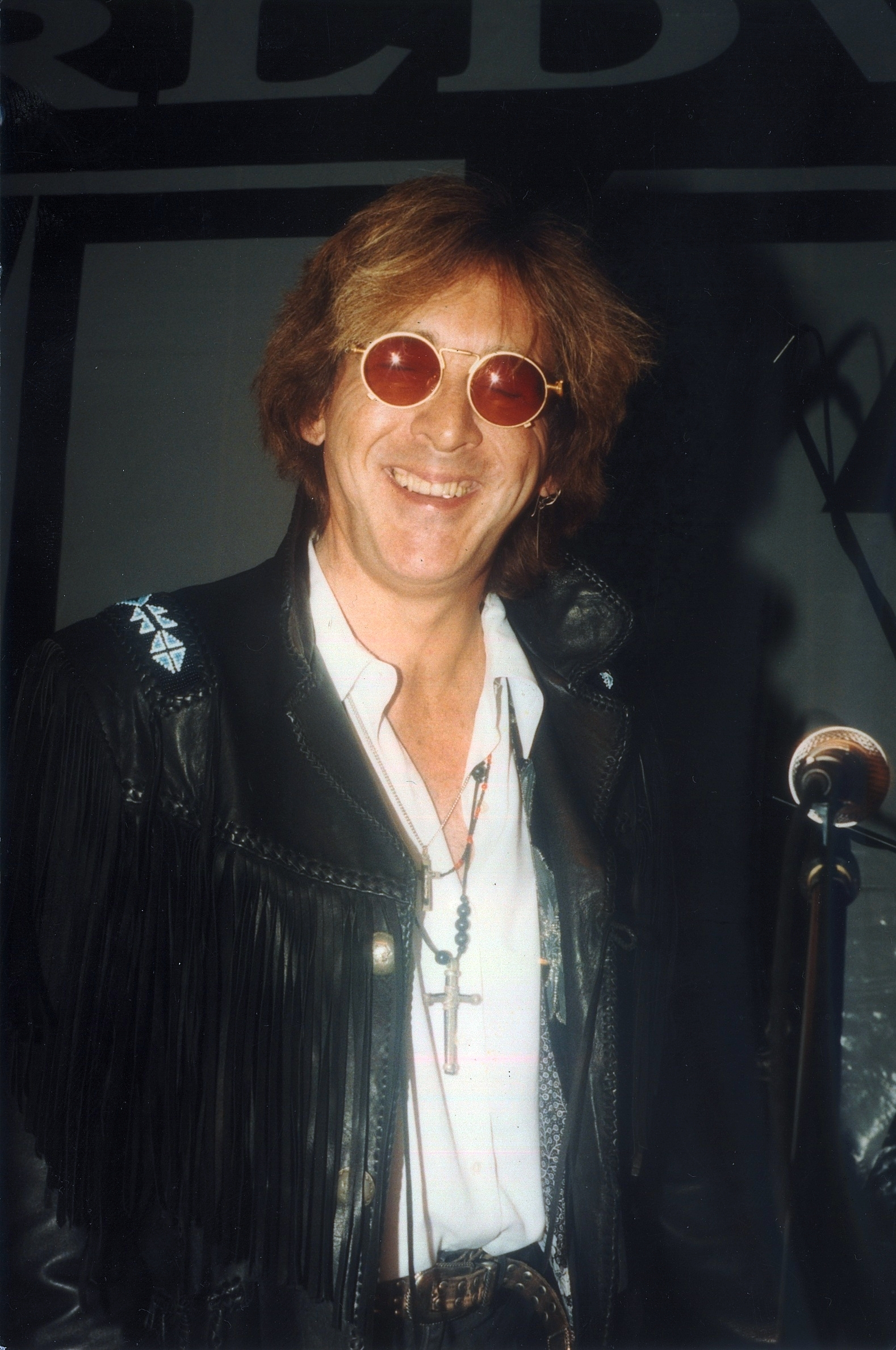
Peter Criss (1995)

Peter Criss, geboren onder de naam George Peter John Criscuola (Brooklyn (New York), 20 december 1945), is een Amerikaanse drummer. Hij is bekend geworden als drummer van de rockband KISS.
Begin jaren zeventig plaatste Criss een advertentie waarbij hij zichzelf aanbood als drummer. Paul Stanley en Gene Simmons zochten een drummer voor hun groep Wicked Lester en reageerden op zijn advertentie. Wicked Lester nam één album op, maar dit verscheen pas in 2002.
In 1974 bracht het drietal aangevuld met Ace Frehley, en optredend onder de naam KISS, hun debuutelpee uit.
Peter Criss was gedurende een lange periode bij KISS alcoholist en gebruikte ook harddrugs. Hoewel hij altijd als drummer werd vermeld, heeft hij niet gespeeld op het grootste gedeelte van Dynasty en helemaal niet op Unmasked.
In 1978 kreeg Peter Criss een auto-ongeluk. In datzelfde jaar brachten alle vier de bandleden een soloalbum uit. Dat van Criss was bestond vooral uit rhythm-and-blues en soul, waarmee hij al aangaf dat hij afdwaalde van de richting die KISS op ging.
Begin jaren tachtig verliet hij KISS en begon hij aan een solocarrière, die niet erg succesvol bleek. Samen met Ace Frehley (die twee jaar na Peter Criss uit de band was gestapt) sloot hij zich echter weer bij KISS aan na te hebben meegespeeld op een akoestisch concert voor MTV. De hierop volgende wereldtournee was zeer succesvol.
Tijdens een tournee eind 2000 verliet Peter Criss wederom de band, ditmaal vanwege een ruzie met Paul Stanley en Gene Simmons over zijn salaris. Hij kwam even terug in 2003 en was er ook bij in Australië bij het nu legendarische concert KISS Symphony, maar daarna verliet hij KISS opnieuw. Om wat zout in de wonden te strooien, werd zijn plaats ingenomen door Eric Singer, die al eerder bij KISS achter het drumstel had gezeten. Singer droeg dezelfde kleding en make-up als Criss, wat woede opwekte bij veel van Criss' fans.
Peter Criss speelde ook kleine filmrollen. Zo speelde hij in 2002 een gevangene in twee afleveringen van de Amerikaanse televisieserie Oz en in 2009 de rol van Mike in de Amerikaanse film Frame of Mind over de moord op John F. Kennedy.

## Soloalbums
- Peter Criss (1978)
- Out of Control (1980)
- Let Me Rock You (1982)
- Criss (1993)
- Cat #1 (1994)
- One for All (2007)

- Bibsys: 6001813
- Biblioteca Nacional de España: XX1636669
- Bibliothèque nationale de France: cb167354573 (data)
- Gemeinsame Normdatei: 1030095981
- International Standard Name Identifier: 0000 0000 5945 9765
- Library of Congress Control Number: n87148799
- MusicBrainz: 2003b32f-7751-4cef-adb0-7dcc946565a0
- Nationale Bibliotheek van Tsjechië: ola2002151566
- Virtual International Authority File: 75367471
- WorldCat: E39PBJhGXqY9bGwVypyCrgRqcP